# 蕭酬斡
蕭酬斡（1062年—1116年），字訛里本。辽国官员。契丹人。国舅少父房后裔。祖父萧阿剌，趙王蕭別里剌和燕国夫人削古的儿子。
蕭酬斡容貌魁偉，性格稳和。大康元年（1075年），娶越国公主耶律特里为妻，任駙馬都尉，祗候郎君班詳稳。大康五年（1079年），封蘭陵郡王。大康七年（1081年），任漢人行宮都部署，兼知枢密院事。大康八年（1082年），道宗立皇孫耶律延禧为後嗣，蕭酬斡为国舅詳稳，蕭酬斡之妹蕭坦思由皇后降格惠妃被迁居乾州。蕭酬斡之母燕国夫人入朝，擅取驿马，封号被剥奪。燕国夫人和妹妹魯姐因为巫蠱之事，在大安二年（1086年）被朝廷处死。蕭酬斡和越国公主離婚，移籍興聖宮，流放到烏古敵烈部。
天祚帝天慶年間，被召還，任南女直詳稳，转任征東副統軍。天庆六年（1116年）广州渤海人反辽，蕭酬斡和駙馬都尉蕭韓家奴討伐乱軍，在川州击败乱軍将軍侯概。同年，東京遼陽府反叛，乱軍击败遼国征東軍。萧酬斡率麾下数人奮战，陣亡，追贈龍虎衛上将軍。

## 延伸阅读
[在维基数据编辑]
 《遼史·卷100》，出自脱脱《遼史》